# Gert Fröbe
Gert Fröbe; właściwie Karl Gerhart Fröber (ur. 25 lutego 1913 w Oberplanitz, zm. 5 września 1988 w Monachium) – niemiecki aktor filmowy i teatralny. Najbardziej znany jako Auric Goldfinger, przeciwnik Jamesa Bonda w filmie Goldfinger (1964; reż. Guy Hamilton).
W ciągu swej trwającej 40 lat kariery pojawił się w blisko 100 filmach; w produkcjach europejskich jak i amerykańskich.
Zmarł na zawał serca.

## Wybrana filmografia
- Berlińska ballada (1948) jako Otto Normalverbraucher
- Bohaterowie są zmęczeni (1955) jako Hermann
- Ten, który musi umrzeć (1957) jako patriarcha
- Ludzie w hotelu jako Preysing
- Testament doktora Mabuse (1962) jako komisarz Lohmann
- Najdłuższy dzień (1962) jako sierżant Kaffekanne
- 100 tysięcy dolarów w słońcu (1964) jako Castigliano
- Goldfinger (1964) jako Auric Goldfinger
- Ci wspaniali mężczyźni w swych latających maszynach (1965) jako płk. Manfred von Holstein
- Riffi w Panamie (1966) jako Walter
- Agent o dwóch twarzach (1966) jako płk. Steinhanger
- Czy Paryż płonie? (1966) jako gen. Dietrich von Choltitz
- Nasz cudowny samochodzik (1968) jako baron Bomburst
- Ci wspaniali młodzieńcy w swych szalejących gruchotach (1969) jako Schickel
- Dolary (1971) jako pan Kessel
- Ludwig (1972) jako ojciec Hoffmann
- Jajo węża (1977) jako inspektor Bauer
- Krwawa linia (1979) jako inspektor Hornung
- Zabójczy parasol (1980) jako Otto Krampe
- Klinika w Schwarzwaldzie (1985-89; serial telewizyjny) jako Theodor Katz (gościnnie)